# Sillon carpien
 (septembre 2022).
Le sillon carpien (ou gouttière antérieure du carpe) est un sillon osseux de la face antérieure du carpe.

## Description
Le sillon carpien est limité latéralement par les tubercules des faces antérieures du scaphoïde et du trapèze et médialement par l'hamulus de l'os hamatum et le pisiforme.
Il est transformé en canal carpien par sa fermeture par le rétinaculum des fléchisseurs.
C'est le passage des muscles fléchisseurs superficiels et profonds des doigts et du nerf médian.